# 卡赫蒂王国

卡赫蒂王国的旗帜

卡赫蒂王国，又译为卡赫季王国，是格鲁吉亚东部中世纪晚期至近代的一个君主制国家，主要位于卡赫蒂大区，首都先为格莱米后迁至泰拉维。该国形成于1465年，是格鲁吉亚王国於十五世紀解體後的三個繼承國之一，建立者是吉奧爾基一世。1762年，卡赫蒂王国与邻近的卡尔特利王国通过巴格拉季昂王朝卡赫蒂分支合并成卡爾特利-卡赫蒂王國。该王国存在的大部分时间都是波斯人的朝貢國。